# Batalla de Fort Sumter
La batalla de Fort Sumter o el ataque al Fort Sumter fue un bombardeo realizado entre el 12 y el 13 de abril de 1861 por el ejército de los Estados Confederados de América con la intención de expulsar a las tropas federales que ocupaban la fortificación de Fort Sumter, ubicada en la entrada a la bahía de Charleston, en Carolina del Sur. La importancia de esta batalla, que no causó bajas, radica en que fue el detonante que desencadenó la guerra de Secesión (1861-1865), el conflicto más sangriento ocurrido en territorio estadounidense.
Las negociaciones previas trataban de pactar la rendición de las tropas que ocupaban el fuerte y de las condiciones del mismo. Paralelamente, ambos gobiernos se acusaban mutuamente de ser culpable de una posible entrada en conflicto. Para ambos bandos, las acciones previas tenían como objetivo estimular a sus tropas y convencer a los estados aún indecisos a que se unieran a su causa, intentando presentar al adversario como el agresor en caso de que finalmente la guerra se hiciera efectiva. El conflicto se comenzó a gestar con el enfrentamiento del gobernador de Carolina del Sur, Francis W. Pickens, con el Presidente de los Estados Unidos en funciones, el demócrata James Buchanan, este enfrentamiento continuó, a partir de marzo, a través del Presidente del Gobierno confederado Jefferson Davis con el presidente estadounidense Abraham Lincoln.
Tras varios meses de negociación, el ataque al fuerte de las tropas confederadas provocó la movilización del ejército federal por parte de Abraham Lincoln y precipitó al país a la guerra civil.

## Antecedentes

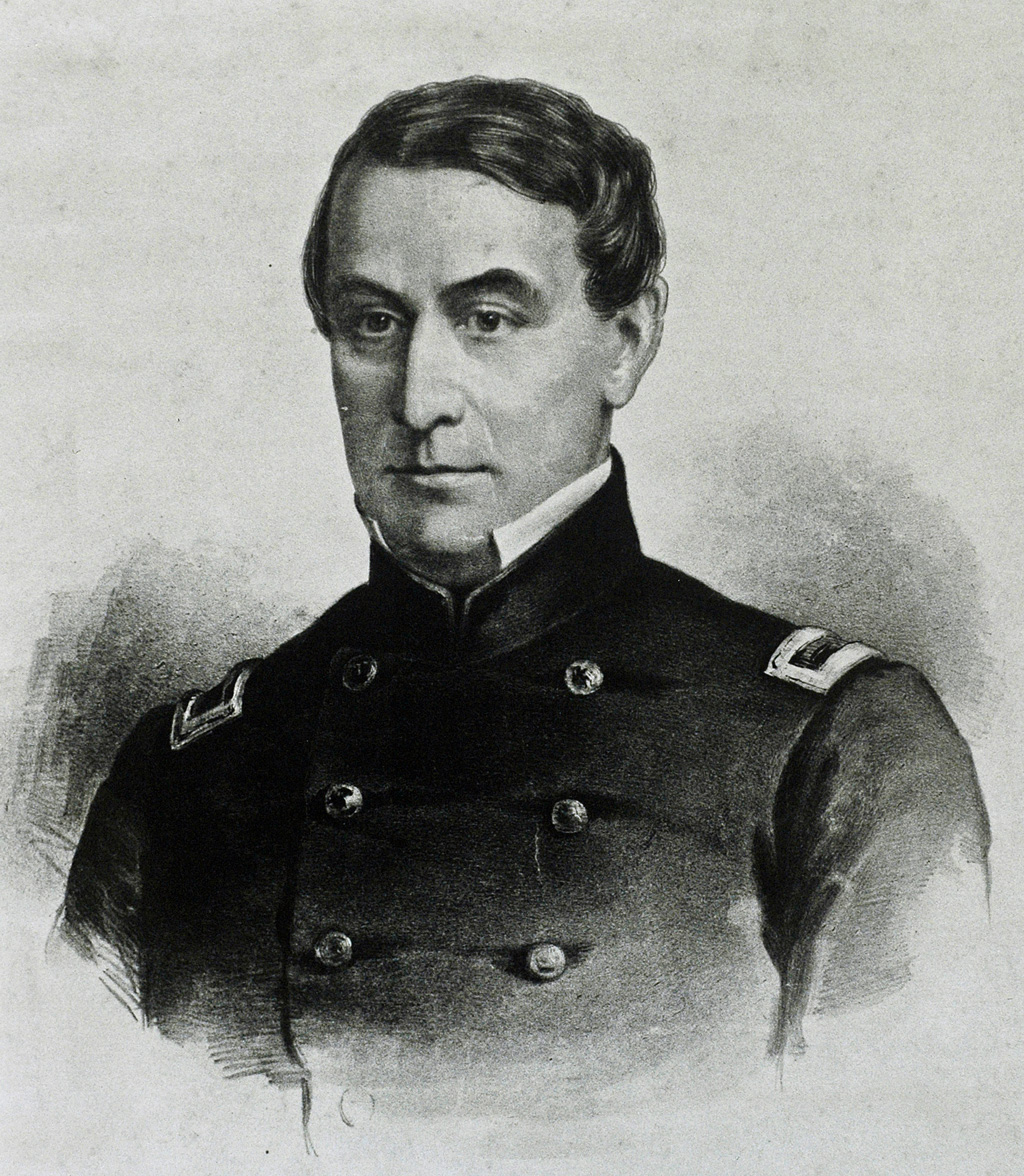
El comandante Robert Anderson, dirigió a las tropas federales durante la resistencia del fuerte.

Desde la independencia de los Estados Unidos, la cuestión de la esclavitud era causa de enfrentamiento entre los estados del Norte y los estados del Sur. Con la aparición del partido republicano, declarado abiertamente abolicionista, se empeoraron las relaciones y la lucha ideológica entre ambos bandos se hizo aún más patente. Cuando Abraham Lincoln es elegido presidente a finales de 1860, gracias al apoyo republicano de los estados del Norte, se rompió el equilibrio político que estaba garantizando a los estados del Sur la continuidad de su sistema social y político.
Cuando los estados sureños sienten amenazado su sistema esclavista por la futura presidencia de un republicano, algunos de ellos decidieron declarar su independencia. Lógicamente la mayoría de las infraestructuras públicas y militares establecidas en los estados escindidos estaban controladas por los mismos, pero algunos funcionarios decidieron apoyar al bando federal y adoptar sus mismas posiciones, éste fue el caso de la plaza de fortificación de Fort Sumter, en la bahía de Charleston.

### Fort Sumter y sus recursos a finales de 1860

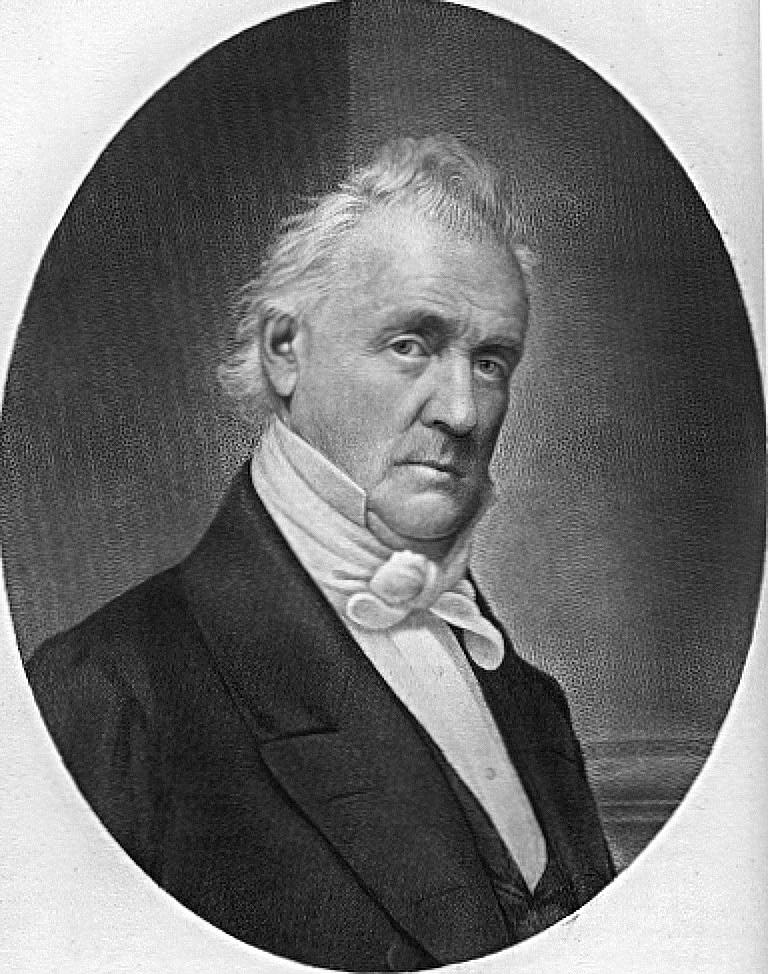
El Presidente James Buchanan, era Presidente en funciones de los EE. UU. durante el conflicto.

Fort Sumter era un fuerte bajo control federal, situado sobre un islote de granito artificial a la entrada de la bahía de Charleston. A principios de diciembre de 1860, el fuerte no estaba ocupado más que por algunos obreros que se encontraban realizando mejoras en el interior. Las tropas del ejército, 68 hombres, se encontraban ocupando otra fortificación de la zona, Fort Moultrie.
Después de haber declarado su independencia, el 20 de diciembre de 1860, Carolina del Sur envió a diplomáticos al Gobierno Federal para negociar la entrega de los fuertes localizados en Charleston y que eran controlados por el ejército federal. Estas negociaciones tenían la presión de que varios centenares de milicianos aseguraban que se apoderarían de los fuertes a través de la violencia si el Gobierno Federal rechazaba sus propuestas. En ese momento, Abraham Lincoln fue elegido presidente de los Estados Unidos de América, aunque el presidente en funciones seguiría siendo el demócrata James Buchanan hasta el 4 de marzo de 1861, cuando terminaría su mandato.
Las escasas tropas emplazadas en Fort Moultrie no estaban dirigidas por un militar que viniera del Norte sino por un natural de Kentucky, Robert Anderson, que había sido propietario de esclavos y era comprensivo con las posiciones del Sur. Pero el comandante Anderson se declaró ante todo fiel a su bandera, la federal, y tenía la esperanza de que Estados Unidos no se precipitaría hacia una guerra que no haría otra cosa sino dividir a su país, a su estado e incluso a su familia. Además, era consciente de que si la guerra llegaba a tener lugar, tendría su detonante en uno de los extraños enclaves militares que aún se encontraban bajo control federal pero que estaban situados en el Sur.
Con el fin de proteger el fuerte contra posibles ataques de la Confederación, Robert Anderson envió a Washington una solicitud de refuerzos. El Presidente saliente, Buchanan, quería a toda costa impedir que se derramara sangre antes de que se acabara su mandato y se negó a enviar refuerzos, aunque tampoco ordenó una evacuación de las tropas enclavadas en el fuerte, a cambio de que Carolina del Sur se comprometiera a no atacar a la posición al menos hasta que se declarasen por terminadas las negociaciones diplomáticas.

### Las tensiones militares y políticas

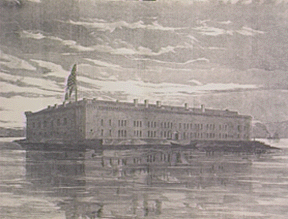
Imagen de Fort Sumter antes de la batalla.

En la noche del 26 de diciembre de 1860, el comandante Anderson decidió, por su propia iniciativa, trasladar a sus hombres de forma discreta, desde Fort Moultrie a Fort Sumter, con la intención de ofrecer una mayor resistencia en caso de que finalmente se produjera un ataque de las tropas de los estados escindidos. Las reacciones a esta maniobra no resultaron ser las que él esperaba.
Los federales lo aclamaban como a un héroe que les había hecho una buena jugada a los sudistas. El senador de Massachusetts, Leverett Saltonsatall, por ejemplo, declaraba en Boston lo siguiente:

Mientras tengan Fort Sumter, no me preocuparé por nuestro ideal, el de la gloriosa Unión.

Las reacciones confederadas fueron muy diferentes. Los sudistas consideraron esta maniobra de Anderson como un abuso de su confianza. Algunos periódicos sureños lo interpretaron como una declaración de guerra.
El Presidente Buchanan dudó en pedir a Anderson que se incorporara a su antigua posición, Fort Moultrie, porque tal decisión pondría en peligro la confianza en el Partido Demócrata en los estados del Norte, que por otro lado ya se encontraba muy debilitada por la reciente victoria del Partido Republicano en las elecciones presidenciales presentando a Abraham Lincoln. Finalmente Buchanan eligió permanecer firme, e incluso aceptó la propuesta del general Winfield Scott de reforzar la fortificación de Fort Sumter.
Se enviaron 200 hombres de refuerzo a bordo del buque comercial Star of the West y  Anderson no informó de la llegada de los refuerzos, pero se produjeron filtraciones de la información que llegaron a los periódicos y que la publicaron. Mientras el buque intentaba llegar al puerto de Charleston, la artillería sureña abrió fuego contra él. Entonces el buque se vio forzado a realizar un giro de 180 grados.
La tensión política aumentó y los dos bandos se acusaban mutuamente de agresión. No obstante, los otros estados secesionistas ordenaron a Carolina del Sur que no desencadenase una guerra antes de que la Confederación no se hubiese organizado y preparado militarmente para tal.

### Llegada al poder de Lincoln

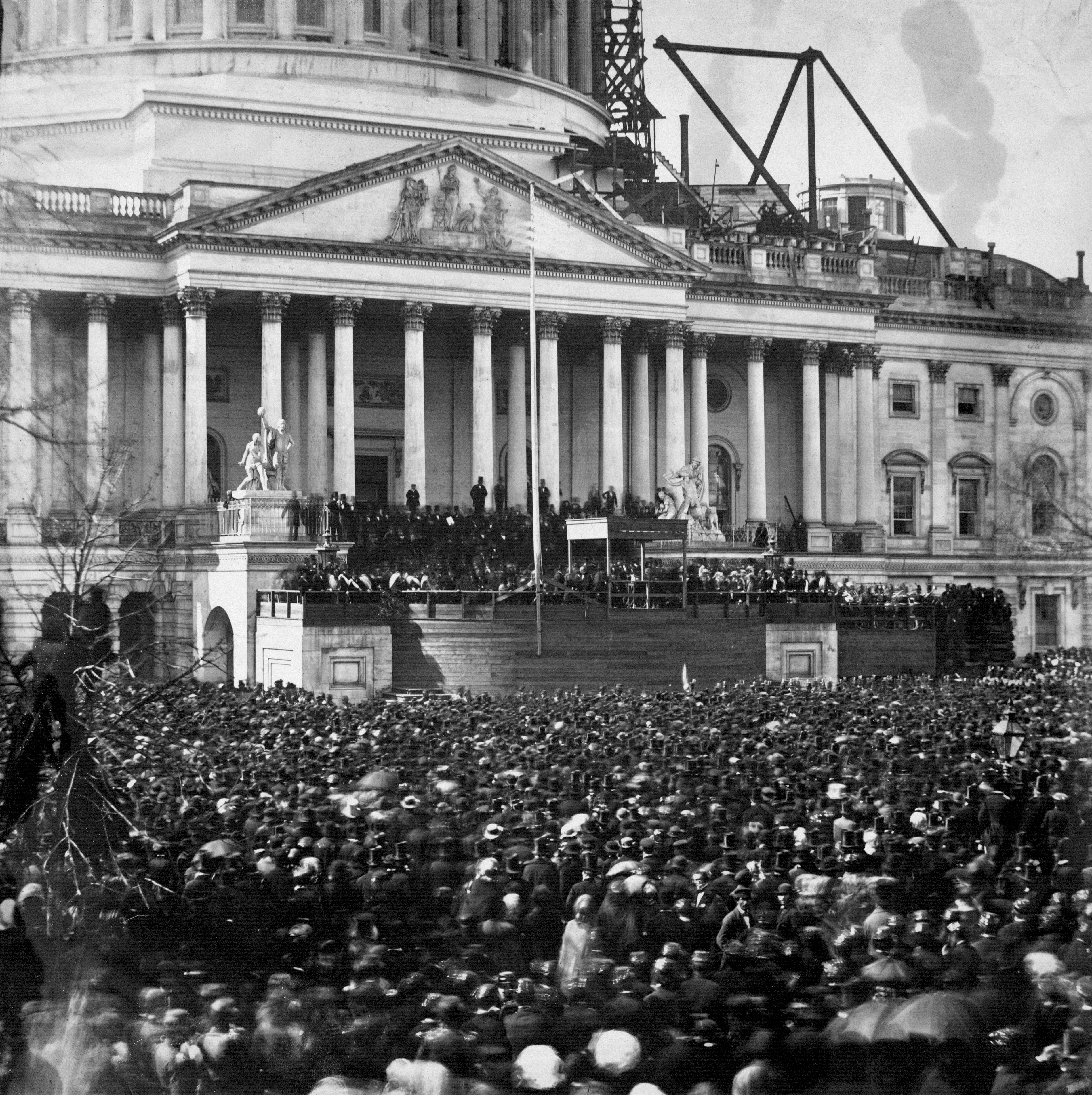
Acto de investidura de Abraham Lincoln, el 4 de marzo de 1861.

El 4 de marzo de 1861, James Buchanan traspasó los poderes a Abraham Lincoln. En ese momento la situación de los intereses de los Estados Unidos en Charleston estaba muy deteriorada. El Presidente de los Estados Confederados de América, Jefferson Davis, reanudó las negociaciones del traspaso del control del fuerte, paralelamente también había enviado a Charleston al general Pierre Gustave Toutant de Beauregard para tomar el control de los millares de milicianos allí emplazados. Al día siguiente de su investidura, Lincoln fue informado de que el fuerte comenzaba a carecer de recursos y comida.
Lincoln entonces barajó varias posibilidades. Cabía la posibilidad de hacer intervenir a la flota federal para que se congregase por la fuerza en Fort Sumter, tomando al asalto la bahía de Charleston. Tal decisión haría que el Norte fuera designado como el agresor, lo que podría dividir a sus propios Estados miembros y, al mismo tiempo, reforzar al bando del Sur. Podía también elegir la cesión del control del fuerte, creando una paz algo más duradera, con lo cual conservaría el apoyo de algunos estados limítrofes a los estados del Sur y cuya posición en el conflicto era aún vacilante. Pero esta decisión pondría en riesgo su autoridad, a la que se tacharía de débil.

El Presidente de los EE. UU. Abraham Lincoln.

El Presidente Lincoln había ganado las elecciones primarias de su partido con un escaso apoyo. Esto se explicaba porque las grandes figuras del Partido Republicano estaban demasiado enemistadas como para darse apoyo mutuo. Debido a esto, Lincoln fue elegido candidato. Una vez que el Partido Republicano ganó las elecciones presidenciales muchos de ellos creían que iban a tener mucho peso en el gobierno, entre ellos William Henry Seward, que fue elegido Secretario de Estado de la nueva administración y que esperaba dirigir de forma oficiosa el país. De este modo, se puso en contacto con la Confederación por iniciativa propia, para anunciarles que Fort Sumter se evacuaría, una decisión que en absoluto Lincoln había tomado.
Entre los restantes miembros del gabinete de Lincoln, sólo un único ministro, Montgomery Blair, se opuso a la rendición del fuerte. Para Blair, “renunciar al fuerte es renunciar a la Unión”. En el proceso de toma de decisiones a este respecto, un memorándum del general Winfield Scott, de Virginia, recomendaba la capitulación sin condiciones del fuerte por motivos políticos. Este dictamen lo colocaba como sospechoso e incapaz de secundar al comandante Anderson. A nivel militar, consideró que la intervención requería una flota importante y de al menos 25.000 hombres.

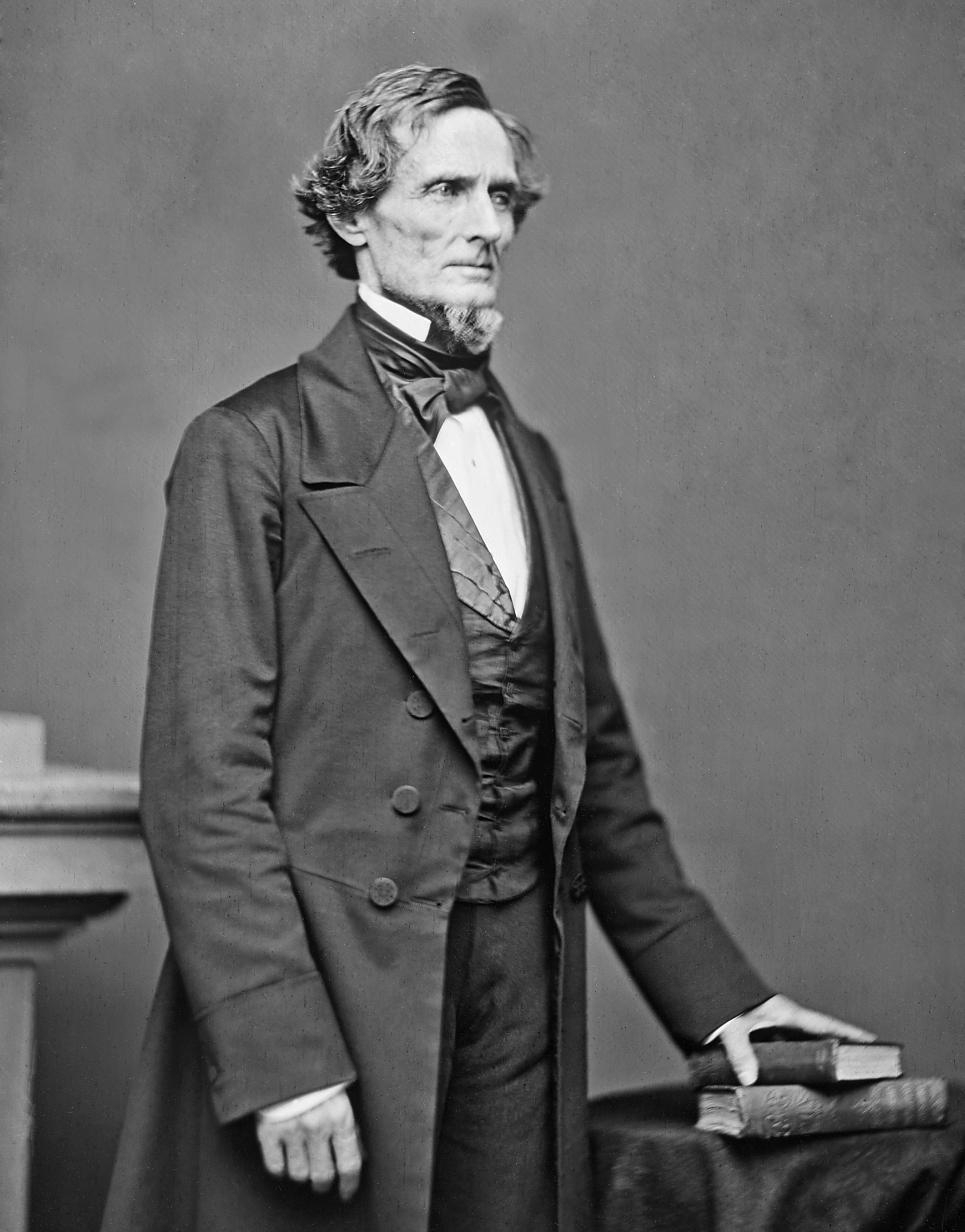
Jefferson Davis, Presidente de los Estados Confederados de América.

Lincoln decidió aplazar la toma de una decisión definitiva en lo referente a Fort Sumter pero decidió apoyar a otro fuerte en una situación similar en Florida, el Fort Pickens. Solicitó la preparación de una expedición destinada a proveerlo de recursos, a pesar de la oposición de la mayoría de sus consejeros.
Contrario a la intervención, el Secretario de Estado William Seward mermó la expedición privándola del uso del más potente buque de la flota. Con el fin de evitar la guerra, también envió al presidente Lincoln una carta donde le propuso preservar a la Unión de entrar en conflicto, centrando su atención en reunir al Norte y al Sur para luchar contra España y Francia, que acababan de intervenir en la Isla de Santo Domingo y México a pesar de la doctrina Monroe. Lincoln tachó esta propuesta de ridícula y se hizo fuerte frente a su rival político.
El 4 de abril, Lincoln dio definitivamente su aprobación para que una expedición encabezada por Gustavus Fox suministrase recursos a Fort Sumter. El plan previó que la expedición no debía entrar en batalla en la bahía de Charleston sino solamente suministrar recursos a Anderson y sus tropas. Si los confederados abrían fuego, entonces la marina federal y las tropas expedicionarias tendrían permiso para intervenir militarmente. La intención de Lincoln era que si los sureños intervenían para bloquear la ayuda, y condenar por tanto a las tropas de Fort Sumter a morir de inanición, podría acusarlos de agresión. El 6 de abril, Lincoln informó al gobernador de Carolina del Sur que se llevaría a cabo la expedición.

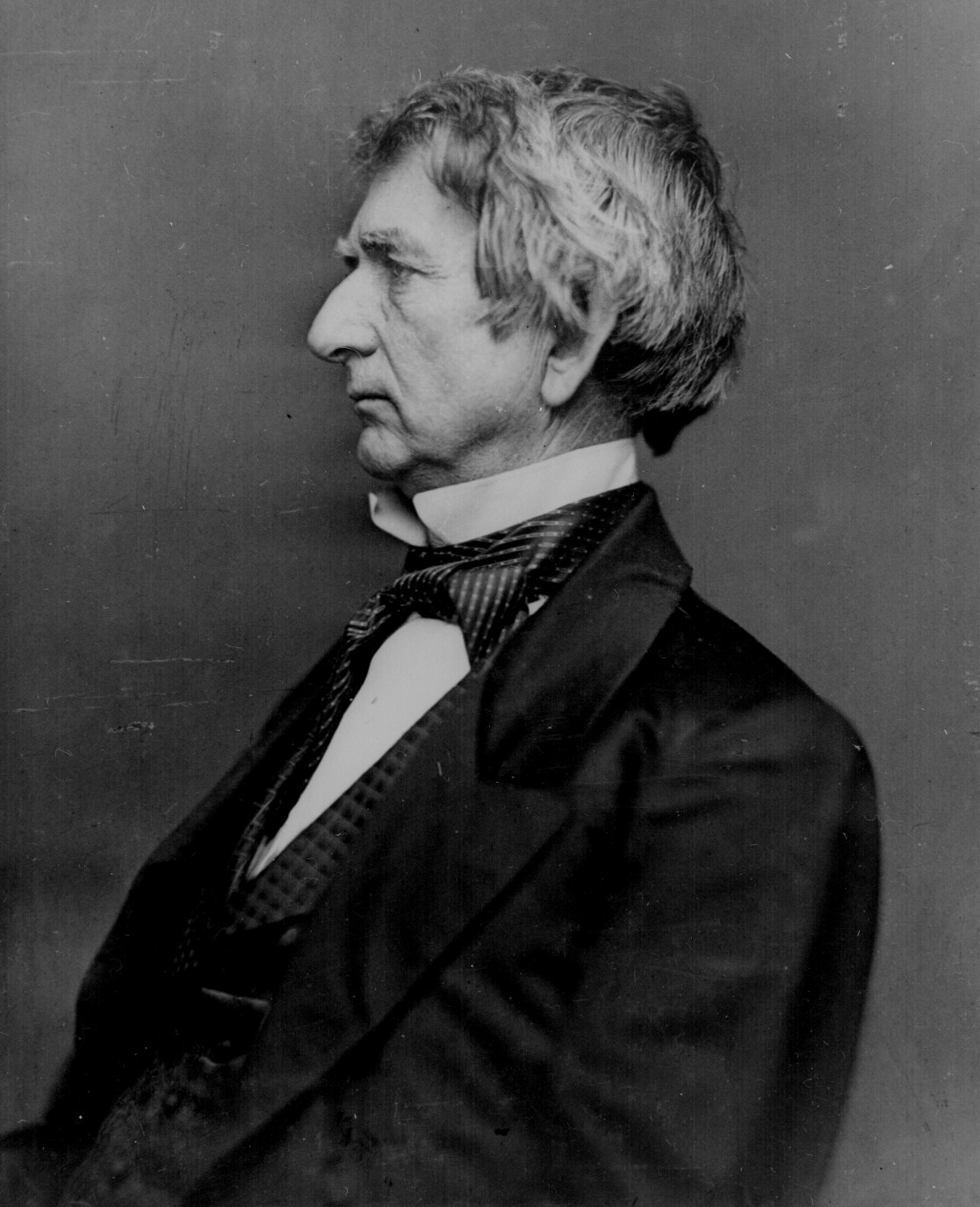
El Secretario de Estado de la Unión, William Henry Seward, fue uno de los candidatos no elegidos a la investidura por el Partido Republicano en 1860.

Las motivaciones de Lincoln para tomar precisamente esta decisión no se conocen de forma efectiva, pero se han sugerido varias tesis. Según una primera teoría, Lincoln pensó que solamente la guerra podía salvar su administración y quiso forzar al Sur a llevar a cabo la primera agresión. La segunda teoría mantiene que Lincoln no quiso ver a su gobierno desacreditado y permitir que otras potencias internacionales reconocieran a la Confederación como un Estado. También asegura que Lincoln pensaba que dejar al Sur la elección entre un escenario de paz o uno de guerra con los Estados Unidos con la amenaza permanente que esto supondría, no hubiera sido un comportamiento responsable. La tercera teoría afirma que Lincoln en realidad deseaba preservar la paz, pero se vio obligado a llegar a la guerra y consecuentemente, deseó garantizar que el Norte partiese de la mejor posición posible en el conflicto que se avecinaba.
Por su parte, el presidente de la Confederación se encontraba con problemas políticos similares a los de Abraham Lincoln. Presionado por algunos estados del sur para que interviniera de forma enérgica, sabía que pasar por ser el agresor suponía la negación del apoyo de los estados indecisos y que éstos se decantaran por el norte, lo que hubiera provocado unos bandos en la guerra completamente desequilibrados. Por otro lado, cuanto más tiempo pasaba, los estados indecisos más se habrían de quedar en la Unión con la seguridad que ésta desprendía frente a la opción confederada. El conflicto serviría para acallar a las voces de los estados que se quejaban de estar "sometidos" y a los que planteaban que dejar correr el tiempo era contraproducente para sus intereses. Por ejemplo, el periódico Charleston Mercury, haciendo referencia a la situación estratégica de la bahía de Carolina del Sur, publicó que:

Los estados que limitan con el Sur no suscribirán nunca nuestra causa mientras no hayamos probado que una tropa de setenta hombres no puedan tener el control del pórtico de nuestro comercio.

## La batalla

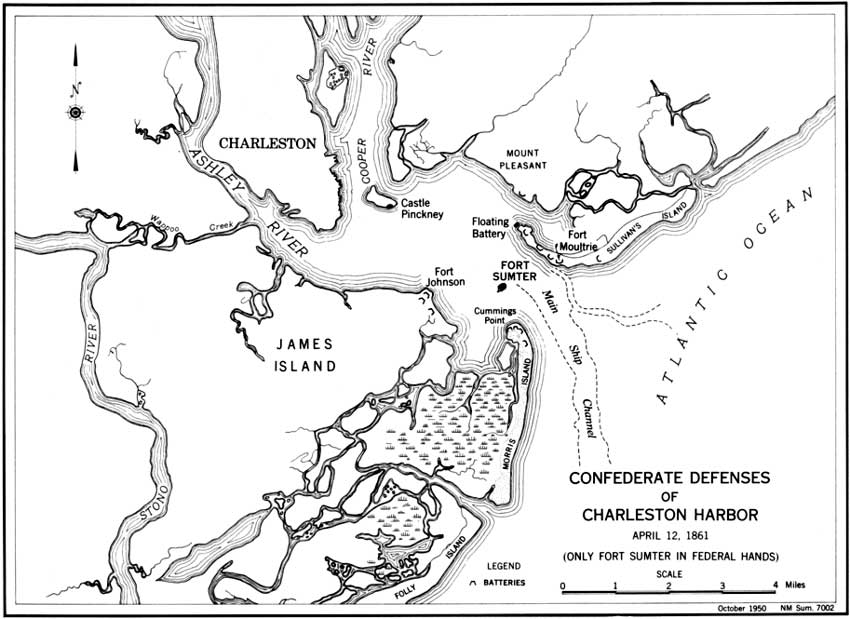
Mapa del puerto de Charleston en el momento de la batalla.

El 9 de abril, el general Pierre Beauregard recibió la orden de Jefferson Davis y su gabinete de tomar Fort Sumter antes de que se produjera la llegada de la flota federal. En su gabinete, solamente el Secretario de Estado, Robert Toombs, se opuso a esta decisión y declaraba:

Sr. Presidente, la decisión actual se trata de un suicidio y un asesinato, además de que perderemos a todos nuestros colegas del Norte. Por capricho, se golpeará un nido de avispones que se extenderán desde los océanos hasta las montañas, y sus legionarios, actualmente tranquilos, nos invadirán lentamente y nos matarán a todos con sus picaduras. No es necesario poner la culpabilidad en nuestro bando y esto resultará siendo fatal.

Desde tres meses antes, las tropas de la Confederación se fueron ubicando en torno a Fort Sumter preparándose para una posible defensa de la bahía de Charleston contra un asalto por parte de la flota federal o para realizar un posible ataque contra el fuerte.

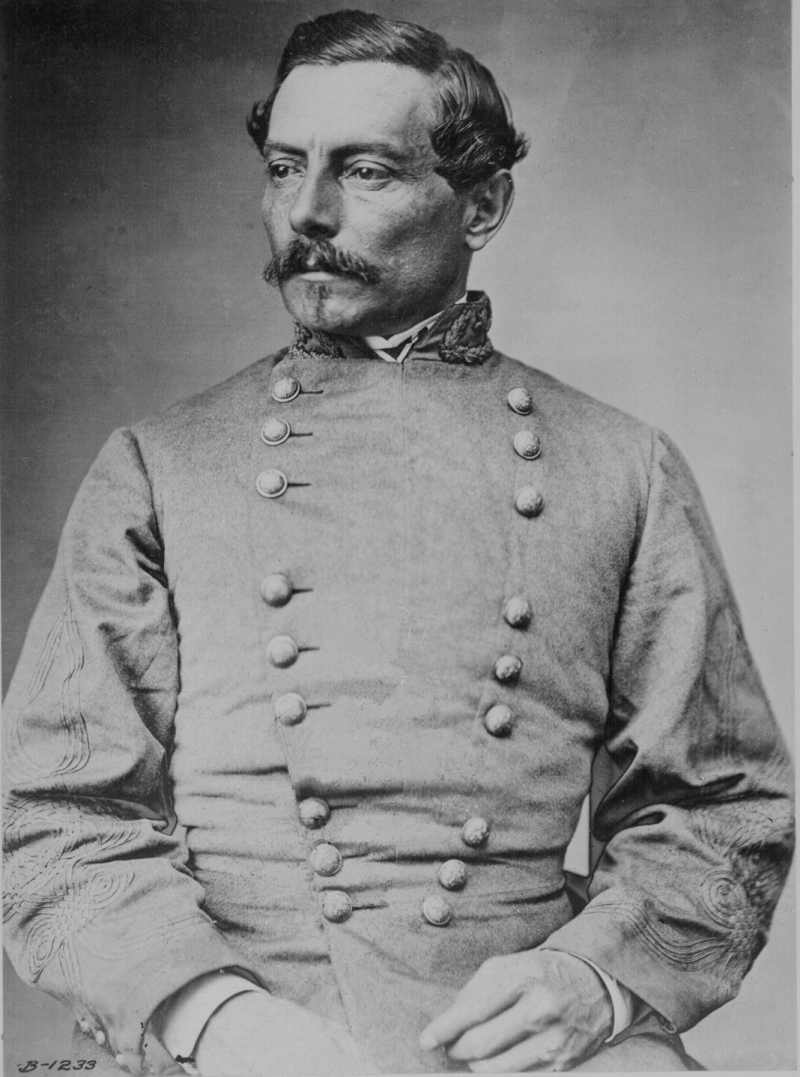
General Pierre Beauregard.

El 12 de abril de 1861, a las 3:20 h. de la mañana, los Confederados informaron a 
Anderson que una hora más tarde abrirían fuego contra el fuerte. 
Anderson rechazó la petición de capitulación de Beauregard, aunque comentó al mensajero 
sudista que el hambre provocaría en cualquier caso la rendición en unos días si no se les 
abastecían. A las 4:30 h. un tiro de cañón desde Fort Johnson sobre Fort Sumter indicó el 
principio de la batalla y comenzó el bombardeo de 43 cañones y 
obuses, situados en Fort Johnson, Fort Moultrie y Commings Point. Anderson no replicó hasta pasadas las siete de la mañana, hora en que el capitán Abner Doubleday disparó sobre la batería confederada de Commings Point.
El bombardeo comenzó el 12 de abril por la mañana mientras que la flota expedicionaria de aprovisionamiento que se encaminaba a Fort Sumter sufrió bajo una fuerte tormenta que le hizo imposible entrar en combate. Órdenes confusas de William Seward y de Lincoln habían desviado a la USS Powhatan, la nave principal de la expedición, hacia Fort Pickens. Con problemas de escasez de soldados, las tropas federales y los cañones del fuerte respondían sin gran eficacia. Anderson decide alejar a sus soldados de los lugares de la fortificación de más exposición al bombardeo, pero ello también les privaría de utilizar sus mejores cañones. El fuerte fue construido con la idea de rechazar ataques navales y los cañones principales estaban ubicados en los lugares elevados donde la marina tenía dificultades para alcanzarlos, pero por el contrario era donde más impactaban los obuses de la milicia de Carolina del Sur.
Además, con escasez de soldados, las tropas federales solo utilizaban los cañones de los niveles inferiores de Fort Sumter, teniendo muy pocas oportunidades de alcanzar las baterías de los fuertes que controlaban la milicia de Carolina del Sur. Debido a que se derribó varias veces la bandera de los Estados Unidos, las tropas confederadas comprobaban regularmente si los federales se habían rendido. La capitulación no fue aceptada por los federales hasta 34 horas después del comienzo del bombardeo. El 14 de abril, la bandera de la Confederación fue izada en Fort Sumter.

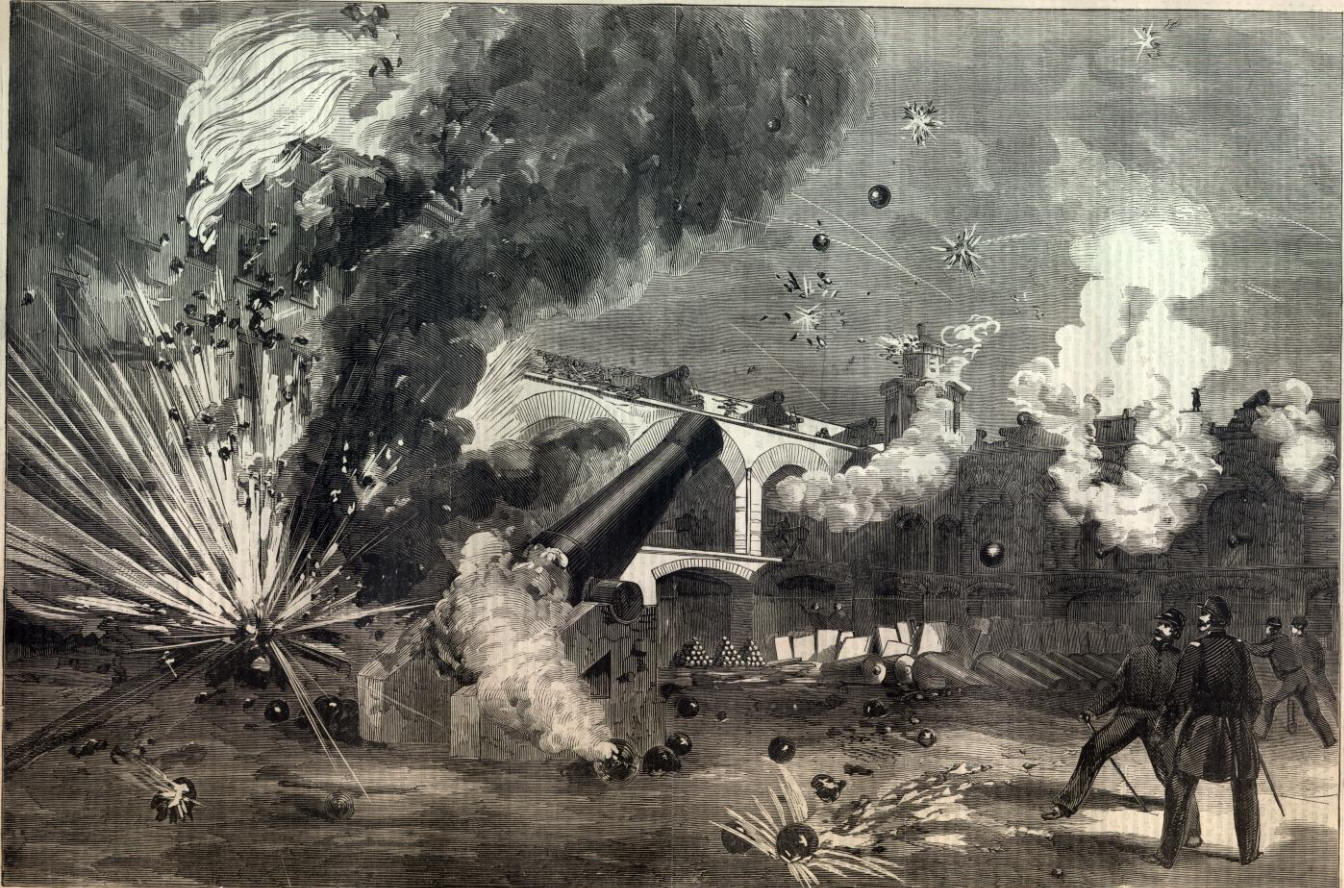
Impactos sobre Fort Sumter.

Durante la batalla, los confederados lanzaron alrededor de 4.000 disparos de obuses y metralla, mientras que los federales realizaron alrededor de 1000. Con todo, las únicas víctimas fueron cinco heridos del bando federal y otros cuatro del bando confederado. Como curiosidad, la única víctima mortal en la batalla fue un caballo sureño. Tras la batalla, una de las condiciones solicitadas para la capitulación del comandante Anderson era que se realizara una salva de cientos de cañonazos. La realización de esta salva provocó un accidente que se cobró la vida de un soldado confederado y heridas a otros varios, siendo esta la única víctima mortal que se produjo en todo el acontecimiento. Finalmente, las tropas federales fueron llevadas a territorio de la Unión, lo cual permitió a Anderson, y sobre todo a Abner Doubleday, seguir haciendo carrera dentro del ejército.

### Consecuencias para la Unión
El 15 de abril de 1861, en respuesta al bombardeo confederado sobre el fuerte, Lincoln decidió llamar a filas a 75.000 soldados, con el fin de detener una rebelión que el sistema judicial no pudo interrumpir. La mayoría de las poblaciones del Norte se mostraron favorables a esta decisión de resarcimiento de las acciones de los secesionistas. Incluso en las ciudades del Norte que eran simpatizantes de la causa sureña, que estaban dominadas por el Partido Demócrata, y eran favorables a la defensa de la Unión. De ese modo, en Nueva York, ciudad que se rebelara contra la autoridad federal en 1863, una concentración unionista reunió a más de 250.000 personas.
Los demócratas del norte repitieron el mensaje de los republicanos. Uno de sus principales representantes, Stephen A. Douglas, que venció en elecciones en Illinois a Abraham Lincoln en 1858, declaró a los ciudadanos de Chicago:

"Esta cuestión sólo tiene dos caras. Uno no puede estar sino a favor de los Estados Unidos de América o en contra de ellos. En esta guerra, no hay sitio para la neutralidad, sólo hay patriotas o traidores".

Para los periódicos de la zona federal, el Sur violó claramente la Constitución oponiéndose por la fuerza al Gobierno legal de Washington. Los soldados federales pensaban que iban a luchar para preservar al Gobierno, la unidad del país, la Constitución y la herencia conseguida tras la Guerra de la Independencia donde lucharon contra Inglaterra. A estas alturas la cuestión de la esclavitud para la Unión se convirtió en una cuestión secundaria. Al primer lugar habían pasado problemas derivados de la secesión.
Dada la forma en como estalló la guerra, con un ataque a Fort Sumter por parte de la Confederación, la unión política del Norte estaba garantizada, y la decantación hacia este bando de los estados indecisos, al menos a corto plazo. Incluso en algunos estados leales a la federación el ofrecimiento de tropas superaba ampliamente las requeridas por el Gobierno. Indiana ofreció doce regimientos contra los seis pedidos por Washington. Después de haber recibido una demanda de trece regimientos, el gobernador de Ohio telegrafió al gobierno federal con el siguiente texto:

"A favor de reprimir de forma seria el ardor de nuestros ciudadanos, no podría sólo que movilizar al menos veinte".

### Consecuencias para la Confederación

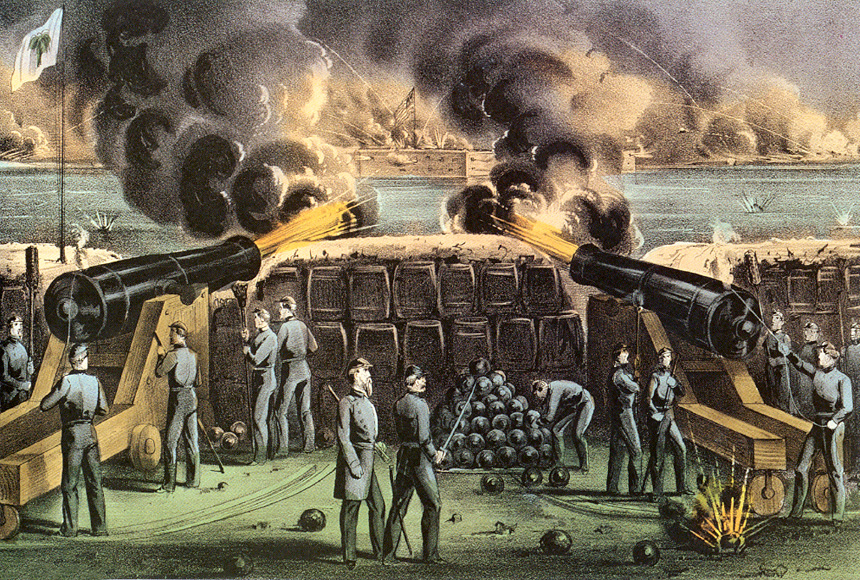
Tropas confederadas bombardeando desde uno de los fuertes cercanos.

El Sur bajo ningún concepto quería pasar por ser el agresor. Tras la batalla, Jefferson Davis declaró:

"Sentimos que nuestra causa es justa y consagrada, manifestamos solemnemente frente a la humanidad que deseamos la paz, cualquiera que sea su precio, si salvaguarda nuestro honor y nuestra independencia. No deseamos buscar ninguna conquista, ninguna ampliación territorial, ninguna concesión de ninguna clase por parte de los estados con los cuales estábamos unidos hasta ayer, todo lo que pedimos es que nos dejen en paz”.

Si la estrategia del Norte fue sentirse atacado por los acontecimientos acontecidos en Fort Sumter, la estrategia del Sur se construyó basándose en proclamar que Abraham Lincoln estaba destinando esfuerzos en reunir un ejército con la intención de invadir su país y someter por la fuerza a sus conciudadanos. La decisión de Lincoln propició a algunos militares del Sur que dudaban decantarse finalmente del lado confederado. El caso más representativo fue el de Robert E. Lee, el cual se niega a obedecer las órdenes del ejército federal y tomó finalmente el mando del ejército de Virginia. Esta declaró su independencia el 17 de abril, dos días después de la movilización requerida por Lincoln.
Por último, el Sur proclamó una prolongación del espíritu heredado de 1776, en una segunda guerra de independencia y remarcó la idea de resistir a un “tirano”. De hecho, si la legitimidad del Presidente Lincoln en el sureste era discutida a un nivel constitucional, es claramente nula a nivel popular, al menos entre la población blanca. Lincoln en efecto sólo es elegido con los votos de los estados del Norte. Además, el Partido Demócrata, que presentaba a dos candidatos, recibió un 47,6% de los sufragios contra un 39,9% para el partido republicano, solamente teniendo en cuenta los grandes electores se garantizó la victoria de este último.
Tras Virginia, tres estados limítrofes más se unieron a la Confederación a raíz del ataque al fuerte y, sobre todo, a raíz de la llamada a las armas del Presidente Lincoln. Estos fueron Arkansas, Tennessee y Carolina del Norte.

## El retorno de la bandera

La bandera de Fort Sumter.

El 14 de abril de 1861, el comandante Anderson había tenido el cuidado de llevar la bandera federal de Fort Sumter a Washington. Algunos días después de la rendición de Robert E. Lee en Appomattox, el 9 de abril de 1865, y el final efectivo de la Guerra de Secesión, Robert Anderson vuelve a Fort Sumter en Carolina del Sur y mandó izar de nuevo la antigua bandera sobre el fuerte. La noche del 14 de abril, cinco días más tarde, Lincoln es asesinado en Washington.